# Hays-Gletscher
Der Hays-Gletscher ist ein Gletscher an der Küste des ostantarktischen Enderbylands. Er fließt in nördlicher Richtung in das Kopfende der Spooner Bay. 
Luftaufnahmen der Australian National Antarctic Research Expeditions (ANARE) aus dem Jahr 1956 dienten seiner Kartierung. Das Antarctic Names Committee of Australia benannte ihn nach James R. Hays, US-amerikanischer Beobachter bei der ANARE-Kampagne des Jahres 1961, die in der Nähe der Mündung des Gletschers anlandete. Im australischen Ortsverzeichnis für die Antarktis wird der Gletscher typographisch falsch als Hayes Glacier geführt.